# Karshomyia terminalis
Karshomyia terminalis är en tvåvingeart som beskrevs av Grover och Madhu Bakhshi 1978. Karshomyia terminalis ingår i släktet Karshomyia och familjen gallmyggor. Inga underarter finns listade i Catalogue of Life.